# Сахалахті
Сахалахті (фін. Sahalahti) — село в Фінляндії, входить до складу місто Канґасала, повіту Пірканмаа.